# 胡蒂斯科-圖里揚斯凱
50°5′57″N 24°51′58″E / 50.09917°N 24.86611°E
胡蒂斯科-圖里揚斯凱（羅馬化：Hutysko-Turianske）是烏克蘭西部利維夫州佐洛奇夫區布斯克市鎮的村莊。該村始建於1600年，面積4.98平方公里，海拔高度219米，2020年人口550，人口密度每平方公里133.71人。